# 赵琅
赵琅（1915年—1976年），原名淑紫，江苏省南通人。中华人民共和国政治人物。
早年参加抗日战争，担任南通县动员委员会青工团团长、南通县十一区区长。l941年9月，任中共通东分县县委委员。1942年，调任中共如皋县委敌工部部长。l945年4月，调任中共东南县委常委。1946年，任中共华中九地委联络部副部长。后调任中共华中南通工作委员会书记。解放军占领南通后，他担任中共南通市委书记。1951年7月，任中共苏北区委城市工作委员会委员、秘书主任。后担任华东财委上海财经学院研究部主任，中共上海锅炉厂党委书记，上海市第一重工业局局长，上海市第一机电工业局局长，中国第二机械工业部十局局长等职。